# Stephen O'Donnell
Stephen Gerard O'Donnell (Bellshill, North Lanarkshire, Escocia, 11 de mayo de 1992) es un futbolista escocés. Juega de defensa y su equipo es el Motherwell F. C. de la Scottish Premiership. Es internacional absoluto con la selección de Escocia desde el año 2018.

## Selección nacional
O'Donnell jugó para la selección sub-21 de Escocia en febrero de 2013.
Fue llamado por primera vez a la selección absoluta de Escocia en mayo de 2018. Debutó el 29 de mayo de 2018 en la derrota por 2-0 contra Perú.

## Clubes
| Club                  | País       | Año       |
| --------------------- | ---------- | --------- |
| Partick Thistle F. C. | Escocia    | 2011-2015 |
| Luton Town F. C.      | Inglaterra | 2015-2017 |
| Kilmarnock F. C.      | Escocia    | 2017-2020 |
| Motherwell F. C.      | Escocia    | 2020-     |

## Estadísticas

### Selección nacional
| Selección        | Temporada | Amistosos | Amistosos | Europa | Europa | Mundial | Mundial | Total | Total |
| Selección        | Temporada | Part.     | Goles     | Part.  | Goles  | Part.   | Goles   | Part. | Goles |
| ---------------- | --------- | --------- | --------- | ------ | ------ | ------- | ------- | ----- | ----- |
| Absoluta Escocia | 2018      | 4         | 0         | 2      | 0      | -       | -       | 6     | 0     |
| Absoluta Escocia | 2019      | 0         | 0         | 5      | 0      | -       | -       | 5     | 0     |
| Absoluta Escocia | Total     | 4         | 0         | 7      | 0      | 0       | 0       | 11    | 0     |

## Palmarés

### Títulos nacionales
| Título                | Club                  | País    | Año     |
| --------------------- | --------------------- | ------- | ------- |
| Scottish Championship | Partick Thistle F. C. | Escocia | 2012-13 |

### Distinciones individuales
| Distinción                                      | Año     |
| ----------------------------------------------- | ------- |
| Equipo del año de la PFA: Scottish Championship | 2012-13 |